# طريقة الكتابة الذهنية 6-3-5
طريقة 6-3-5 للكتابة الذهنية (أو طريقة 635) هي تقنية عصف ذهني للمجموعات  والتي تهدف إلى مساعدة عمليات الابتكار من خلال تحفيز الإبداع والتي طورها بيرند روهرباش الذي نشرها في الأصل في مجلة اقتصاد المبيعات الألمانية، في عام 1968. 
باختصار، تتكون التقنية من 6 مشاركين يشرف عليهم موجه، ويُطلب منهم كتابة 3 أفكار على ورقة عمل محددة خلال 5 دقائق؛ وهذا هو أيضًا أصل اسم المنهجية. النتيجة بعد 6 جولات، والتي خلالها قام المشاركون بتبديل أوراق العمل الخاصة بهم وتمريرها إلى عضو الفريق الجالس على يمينهم، هي 108 فكرة تم توليدها في 30 دقيقة. يتم تطبيق هذه التقنية في قطاعات مختلفة ولكن بشكل رئيسي في مجال الأعمال والتسويق والتصميم والكتابة، بالإضافة إلى مواقف الحياة الواقعية اليومية. 

## مقدمة
6-3-5 الكتابة الذهنية هي شكل خاص من أشكال العصف الذهني من خلال الرسوم البيانية؛  على وجه الخصوص، يتم تصنيفها ضمن المنهجيات البديهية والتقدمية لأنها تنطوي على قيادة الإلهام من الأعضاء الآخرين بطريقة دورية.  إن أساس هذه التقنية هو الاعتقاد بأن نجاح عملية توليد الأفكار يتحدد من خلال درجة المساهمة والتكامل مع اقتراحات كل طرف، وبشكل خاص فهي تهدف إلى التغلب على الحواجز الإبداعية المحتملة التي تنشأ بسبب قضايا مثل الصراعات الشخصية والخلفيات الثقافية المختلفة  وأسباب الملكية الفكرية. 

## تطبيق
- إن التطبيق الأمثل لهذه التقنية يتطلب 6 مشاركين، حيث أن العدد الكبير جدًا قد يجعل الجلسة غير قابلة للإدارة؛ [7] ومع ذلك، يمكن تنفيذ الجلسات أيضًا في فرق مكونة من 4 أو 5 أو 7، وسيكون عدد الأفكار الناتجة 48 و75 و147 على التوالي. [8]
- من الضروري التأكد من أن جميع المشاركين يتشاركون في معرفة خلفية عميقة حول موضوع الجلسة، حيث يمكن حتى لشخص واحد غير مطلع بشكل جيد أن يؤثر بشكل كبير على جودة الناتج. [9] وبالإضافة إلى ذلك، يوصى بأن تركز المجموعة، من خلال مناقشة أولية، على تحديد المشكلة التي يتعين حلها أو الهدف الذي يتعين السعي إلى تحقيقه. يمكن أن يحدث هذا إما من خلال مبادرة مستقلة من المجموعة أو بتوجيه من المشرف. [10]
- بمجرد تضييق موضوع الجلسة إلى بيان المشكلة، يتم الإعلان عن ذلك وكتابته أعلى نموذج الفكرة. هذه ورقة عمل يجب توزيعها على كل مشارك وتتكون من شبكة حيث تكون عناوين الأعمدة هي الفكرة 1 والفكرة 2 والفكرة 3 وتحدد الصفوف اسم الشخص الذي ساهم في هذا الاقتراح المحدد. [11]
- في هذه المرحلة، تكون الجلسة جاهزة للبدء ويُمنح المشاركون 5 دقائق لإكمال الصف الأول وتدوين الأفكار الأولى، والعمل في صمت. [11] يمكن التعبير عنها بأي شكل بياني: مكتوبًا، أو مرسومًا، أو من خلال رمز، أو بالطريقة التي يفضلها المؤلف. [3]
- يقوم المشرف بالإشارة إلى نهاية الوقت، ويتم تمرير الورقة إلى المشارك التالي على اليمين. الآن تتكرر العملية ويصبح كل مشارك حرًا في استلهام الفكرة التي قرأها على الورقة التي كتبها جاره والمساهمة فيها عن طريق دمجها أو استكمالها، أو أن يقرر تجاهلها وبدء فكرة جديدة من الصفر. [12]
- تستمر العملية حتى يتم ملء ورقة العمل بالكامل، ولكن إذا رأى المشرف أن ذلك ضروريًا، فقد يتم تمديد وقت كل جولة إلى 10 دقائق كحد أقصى.
- إن ختام جلسة العصف الذهني هو الفحص الأولي للأفكار التي تم جمعها، حيث يتم حذف التكرارات الدقيقة، ويتم إجراء تقييم للفريق، ربما باستخدام تقنية المجموعة الاسمية أو مصفوفة تحديد الأولويات، لاختيار من 1 إلى 3 أفكار يمكن للمجموعة التركيز عليها. [12]

## ايجابيات
أحد المزايا الرئيسية لاستخدام طريقة 6-3-5 للكتابة الذهنية هو أنها طريقة مباشرة للغاية، وبالتالي فهي سهلة وسريعة التعلم. بالإضافة إلى ذلك، لا يلزم تدريب خاص للمشرف. 
ثانياً، تثمن الخلفيات المختلفة المحتملة للمشاركين، لأنها تشجع على تبادل المعرفة. وعلى النقيض من العصف الذهني التقليدي، فإنها تضمن المشاركة الفعالة من جميع الأعضاء، وفي الوقت نفسه تتجنب قضايا الهيمنة على الانطوائيين، الذين من المرجح أيضًا أن يشعروا بمزيد من الحرية في التعبير عن أفكارهم الخاصة بدلاً من إمكانية تثبيط إمكاناتهم من قبل أولئك الذين يصرخون بصوت أعلى. 
يتم تسجيل جميع الأفكار على ورقة العمل؛ وهذا يعني أنه لا يجب على أي شخص أن يتولى مسؤولية تدوين الملاحظات طوال الجلسة، ويضيف عامل تحفيزي، حيث أنه من الممكن تتبع مؤلف فكرة معينة. 
بشكل عام، يؤدي هذا إلى زيادة الكفاءة التي قد تعني فائدة اقتصادية، حيث أنه من خلال توظيف 6 أعضاء يتم توليد 108 فكرة محتوى ممكنة. 

## سلبيات
قد يؤدي التعبير عن الأفكار بشكل مكتوب إلى مشكلات في الوضوح، وذلك بسبب صعوبة قيام المشاركين بتلخيص أفكارهم أو قراءة خط يد زملائهم أو التمثيلات الرسومية. 
قد يؤدي الضغط الناتج عن قيود الوقت إلى انخفاض جودة الأفكار، وقد يتطلب هذا بعض الوقت حتى يتعرف بعض الأشخاص على المنهجية. 
هناك خطر حدوث صراع بين الأفكار المتشابهة، حيث لا توجد مناقشة جماعية فورية، مما يشكل خسارة للابتكار المحتمل. 